# 氯代亚氨基三氯化钒
氯代亚氨基三氯化钒是一种无机化合物，化学式为ClN=VCl3。

## 制备
四氯化钒和叠氮化氯反应，得到易爆的叠氮化四氯化钒：
2 VCl4 + 2 ClN3 → 2 VCl4N3 + Cl2
在 0°C用四氯化碳稀释叠氮化氯，升至室温可以观察到氮气放出：
VCl4N3 → ClN=VCl3 + N2
IN=VCl3在四氯化碳中和氯气反应，真空中除去溶剂和ICl（或ICl3），也能得到ClNVCl3。
一氮化钒和氯气的反应也能得到该化合物：
VN + 2 Cl2 → ClN=VCl3。